# Ray Stark
Ray Stark (Nova Iorque, 3 de outubro de 1915 — Los Angeles, 17 de janeiro de 2004) foi um produtor de cinema estadunidense. Dentre as obras cinematográficas realizadas por Stark estão West Side Story, The World of Suzie Wong, Lolita, The Night of the Iguana, Reflections in a Golden Eye, Funny Girl, The Goodbye Girl, Steel Magnolias e The Toy.